# Slipping Away (Crier la vie)
Pour les articles homonymes, voir Slipping Away.
Singles de Moby
Beautiful
(2005) New York, New York
(2006)
Singles par Mylène Farmer
Peut-être toi
(2006) Avant que l'ombre... (Live)
(2006)
Slipping Away (Crier la vie) est une chanson de Moby en duo avec Mylène Farmer, sortie en single le 25 septembre 2006 en tant que premier extrait de Go – The Very Best of Moby.
À l'origine, Slipping Away était une ballade de Moby parue en 2005 sur son album Hotel.
Il décide de la réenregistrer un an plus tard dans plusieurs langues, en duo à chaque fois avec une voix féminine : une version en anglais avec Alison Moyet, une en espagnol avec Eva Amaral, et une en français avec Mylène Farmer, avec qui il est était déjà ami.
Souhaitant transformer la ballade en une version rythmée pour leur duo franco-anglais, Mylène Farmer et Moby font appel aux DJ et producteurs anglais Manhattan Clique, qui remixent le titre de façon électro-pop.
Slipping Away (Crier la vie) se classe no 1 du Top 50 et des téléchargements en France dès sa sortie, et connaît également le succès en Russie et dans plusieurs pays d'Europe.
Le single sera certifié disque d'or en France pour plus de 200 000 exemplaires vendus.

## Contexte et écriture
En 2005, Moby publie son album Hotel, porté par le single rock Lift Me Up, dans lequel figure la ballade Slipping Away qui fera office de sixième et dernier single en janvier 2006.

Considérant Slipping Away comme sa chanson préférée de l'album Hotel, Moby décide de la réenregistrer un an plus tard dans plusieurs langues, mais cette fois en duo avec à chaque fois une voix féminine : une version en anglais avec Alison Moyet, une en espagnol avec Eva Amaral (Escapar), et une en français avec Mylène Farmer (Crier la vie), avec qui il est devenu ami en 2005 : 

« J'avais un petit restaurant à New York, un petit café végétarien et, un jour, j'étais dans mon café et il y avait cette très gentille femme française qui s'approche de moi et qui commence à me parler. Elle venait régulièrement dans ce café, toute gentille avec moi, et un jour j'arrive à Paris et je vois sa tête sur un poster. Je me dis : "Mais, c'est cette femme qui vient dans mon café !". Et cet ami avec qui j'étais me dit : "Mais sais-tu que c'est Mylène Farmer ? Sais-tu que c'est une des plus grandes artistes françaises ?". Et je n'en avais aucune idée. Pour moi, c'était juste cette gentille femme qui venait dans mon café, avec qui on s'asseyait. On était tous les deux des fans de David Lynch. »

Mylène Farmer écrit alors des paroles en français sur ce texte anglais afin de mélanger les deux langues, tout en gardant l'esprit optimiste de la chanson (« Voir le soleil quand la nuit nous accable, Oh pour un jour croire aux dieux, croire aux fables [...] Crier la vie quand tout autour se tait »).
Souhaitant transformer la ballade en une version rythmée, Mylène Farmer et Moby font appel aux DJ et producteurs anglais Manhattan Clique, qui remixent le titre de façon électro-pop. La chanteuse se rendra elle-même dans leur studio de Londres afin d'assister à toutes les sessions de mixage et de valider le remix.

## Sortie et accueil critique
Envoyé en radio le 5 septembre 2006, le titre sort en CD Single et en Maxi CD le 25 septembre 2006, et est disponible en téléchargement le même jour. La pochette présente des photos des deux chanteurs bébés.

Face au succès du titre, un second Maxi CD et un Maxi 45 tours sont également édités en novembre 2006.

### Critiques
- « Mélodie syncopée, voix qui se fondent harmonieusement sur des paroles franco-anglaises : Slipping Away est un joli coup de maître. » (Voici)[7]
- « Un mariage efficace. » (Femme actuelle)[8]
- « Musicalement, ce Slipping Away nous rappelle les années 80 caractérisées par des chants posés sur de la musique électronique. On y découvre alors une Mylène Farmer passant aisément du français à l'anglais et dont la voix se mêle efficacement à celle de Moby. On appelle cela faire le bon choix. » (Télé 7 jours)[9]
- « Une tonalité plutôt sombre, hypnotique, et un final qui emprunte au rap son rythle chaloupé, répétitif. Un choix audacieux. »[10]

## Vidéo-clip
Réalisé par Hugo Ramirez, le clip de Slipping Away (Crier la vie) n'est autre que le clip original de la version anglaise de Moby : une succession de photos vintage, illustrant des scènes de vie de familles américaines durant les dernières décennies, sur lesquelles sont incrustées les paroles de la chanson.
Les seules différences avec la version originale sont que les paroles en français remplacent les paroles anglaises, et qu'une photo de Mylène Farmer bébé est ajoutée discrètement (la même que celle sur la pochette du single).
Le clip est diffusé en télévision à partir du 20 septembre 2006.

## Promotion
Mylène Farmer et Moby n'effectuent aucune promotion pour la sortie de ce single.

## Classements hebdomadaires
Dès sa sortie, le titre se classe no 1 du Top Singles, dans lequel il reste classé durant 37 semaines (dont 11 semaines dans le Top 10).

Il se classe également no 1 des ventes en téléchargement, où il reste durant 9 semaines dans le Top 10.
Le single sera certifié disque d'or pour plus de 200 000 exemplaires vendus. Mylène Farmer et Moby seront quant à eux nommés dans la catégorie « Meilleur duo francophone » aux NRJ Music Awards.
En Belgique, le titre reste no 1 des ventes durant 3 semaines, et 14 semaines dans le Top 10.
En Russie, le single atteint la 4e place et passe 15 semaines dans le Top 10 des titres les plus diffusés en radio.
| Classement (2006)          | Meilleure position |
| -------------------------- | ------------------ |
| Allemagne                  | 63                 |
| Belgique - Wallonie        | 1                  |
| Europe                     | 8                  |
| France (Ventes)            | 1                  |
| France (Téléchargements)   | 1                  |
| France (Radios nationales) | 26                 |
| France (Radios régionales) | 3                  |
| France (TV)                | 15                 |
| France (Clubs)             | 29                 |
| Grèce                      | 8                  |
| Israël                     | 14                 |
| Russie                     | 4                  |
| Suisse                     | 18                 |

## Liste des supports
| 1. | Slipping Away (Crier la vie)                  | 3:39 |
| 2. | Slipping Away (Crier la vie) (Extended Remix) | 6:48 |

| 1. | Slipping Away (Crier la vie)                               | 3:39 |
| 2. | Slipping Away (Crier la vie) (Axwell Remix)                | 7:23 |
| 3. | Slipping Away (Crier la vie) (Zloot Remix, par Toni Toolz) | 4:38 |
| 4. | Slipping Away (Crier la vie) (MHC Club Remix)              | 7:30 |

| 1. | Slipping Away (Crier la vie)                                   | 3:39 |
| 2. | Slipping Away (Crier la vie) (Enzo Mori & Stephan Clark Remix) | 6:48 |
| 3. | Slipping Away (Original Version)                               | 3:39 |
| 4. | Slipping Away (Crier la vie) (Vidéo)                           | 3:58 |

| A1. | Slipping Away (Crier la vie)                                   | 3:39 |
| A2. | Slipping Away (Crier la vie) (Extended Remix)                  | 6:48 |
| B1. | Slipping Away (Crier la vie) (Enzo Mori & Stephan Clark Remix) | 7:10 |
| B2. | Slipping Away (Crier la vie) (Axwell Remix)                    | 7:24 |

## Crédits
- Paroles : Moby et Mylène Farmer
- Musique : Moby
- Production : Manhattan Clique
- Mixage et programmations : Philip Larsen et Chris Smith
- Prise de son de la voix de Mylène Farmer : Jérôme Devoise[23]

## Interprétations en concert
Pour son concert au Stade de France en 2009, Mylène Farmer avait invité Moby à la rejoindre mais celui-ci n'avait pas pu venir, ayant déjà un concert prévu à cette même date.
Slipping Away (Crier la vie) n'a été interprété en concert que lors du spectacle Timeless 2013.
Mylène Farmer interprète le titre seule sur scène, tandis que le visage de Moby (filmé spécialement pour l'occasion, dans des tons bleu et noir) apparaît sur écran géant afin de reprendre le titre avec elle.

## Albums et vidéos incluant le titre

### Albums de Mylène Farmer
| Année | Album         | Version        | Durée | Certifications de l'album |
| 2011  | 2001-2011     | Version Single | 3:39  | 2 × Platine · Or          |
| 2013  | Timeless 2013 | Live 2013      | 3:54  | Platine · Or              |

### Vidéos de Mylène Farmer
| Année | Vidéo         | Version   | Durée | Certifications de la vidéo |
| 2014  | Timeless 2013 | Live 2013 | 3:54  | Diamant                    |

### Album de Moby
| Année | Album                      | Version        | Durée | Certifications de l'album   |
| 2006  | Go – The Very Best of Moby | Version Single | 3:39  | Or · Or · Platine · Or · Or |

### Compilations multi-artistes
| Année | Compilation           | Version        | Durée | Certifications de l'album |
| 2014  | Formidable! ( )       | Version Single | 3:39  | -                         |
| 2020  | RFM Années 2000       | Version Single | 3:39  | -                         |
| 2021  | Chérie FM Années 2000 | Version Single | 3:39  | -                         |